# Anthony Basil Taylor
Mons. Anthony Basil Taylor es el Obispo actual de la Diócesis de Little Rock con sede en el estado de Arkansas en Estados Unidos desde el 10 de abril de 2008. Nació el 24 de abril de 1954 en Fort Worth, Texas.

## Obispo
El Papa Benedicto XVI lo nombró como Obispo de Little Rock en el estado de Arkansas el 10 de abril de 2008 y fue instalado en esta diócesis el 5 de junio del mismo año.